# سیدنتوپف (دهانه)
سیدنتوپف یک دهانه برخوردی در ماه‌ است.

## دهانه‌های اقماری
این دهانه ۵ دهانه اقماری دارد.
| Siedentopf | عرض جغرافیایی | طول جغرافیایی | قطر          |
| ---------- | ------------- | ------------- | ------------ |
| Q          | ۲۰.۷° N       | ۱۳۳.۷° E      | ۴۲.۰ کیلومتر |
| H          | ۲۰.۹° N       | ۱۳۷.۲° E      | ۴۲.۰ کیلومتر |
| M          | ۱۹.۰° N       | ۱۳۵.۵° E      | ۳۱.۰ کیلومتر |
| G          | ۲۰.۵° N       | ۱۳۸.۴° E      | ۶۱.۰ کیلومتر |
| F          | ۲۲.۱° N       | ۱۳۸.۵° E      | ۴۲.۰ کیلومتر |